# Повіт (Україна)
Повіт — адміністративно-територіальна одиниця в таких українських державах: ЗУНР, Українська Держава, КуНР.

## Західноукраїнська Народна Республіка
До складу ЗУНР входили 40 повітів, очолюваних державними повітовими комісарами. Спочатку їх обирали громади на повітових Національних Радах, потім це право передали Державному Секретаріату внутрішніх справ. Дорадчим органом при державних повітових комісарах були повітові Українські Національні Ради.
Державні повітові комісари керували фактично всіма цивільними організаціями і справами повіту, окрім війська, суду, залізниць, пошти, телеграфу (ці функції виконували спеціальні повітові та окружні коменданти). Були повіти, де Ради мали вирішальний і контрольний голос; розташовані у прифронтовій смузі взагалі не збирались. Державний секретаріат розробив «Закон про повітові трудові ради», за яким нова адміністрація повітів обиралася загальним голосуванням, комісари ставали їй підконтрольними (не вдалося реалізувати через наступ польських шовіністів).

## Українська Держава
Уряд Павла Скоропадського скасував адміністративно-територіальну реформу Центральної Ради й використовував адміністративно-територіальний поділ українських земель часів Російської імперії. Українська Держава поділялася на 9 губерній і 2 самостійних округів, в свою чергу губернії складалися з повітів, ті складалися з волостей.
Губернії та округи очолювалися старостами, які керували з губернських міських центрів. Столиця — місто Київ.
З представниками Кримського крайового уряду та Кубанської Народної Республіки велися переговори про входження до складу Української держави на правах автономій.
В Українській Радянській Соціалістичній Республіці повіти було скасовано внаслідок адміністративної реформи 1922–1923 років.

## Україна
Протягом часу проведення адмінстартивно-територіальної реформи в Україні були пропозиції щодо повернення повітового поділу. У 2020 році Ганущак Юрій зазначав, що повіти будуть введення в Україні, але лише після ухвалення змін до Конституції України:
|  | Повіти будуть – але ж дайте ухвалити зміни до Конституції. Те, що ми називаємо зараз новим районом, після змін до Конституції буде називатися повітом. Просто ми по Конституції можемо оперувати тільки тими термінами, які є у ній. У Конституції є слово район, от ми і створюємо новий великий район. Оскільки люди дійсно плутаються, в ідеалі було б назвати його новим іменем. Але Конституція дає тільки одне слово – район. |